# Josimar
Josimar Higino Pereira (Rio de Janeiro, 1961. szeptember 19. –) brazil válogatott labdarúgó.

## Pályafutása

### Klubcsapatban
Rio de Janeiroban született. 1981 és 1989 között a Botafogóban játszott, mellyel 1989-ben megnyerte a Carioca állami bajnokságot. 1988-ban egy kis ideig Spanyolországban játszott a Sevilla csapatában, majd visszatért a Botafogóhoz. 1989-ben a Flamengo szerződtette, ahol egy évet töltött. Ezt követően számos csapatban megfordult, de huzamosabb ideig sehol nem maradt.    

### A válogatottban
1986 és 1989 között 16 alkalommal szerepelt a brazil válogatottban és 2 gólt szerzett. Részt vett az 1986-os világbajnokságon és az 1987-es Copa Américán, illetve tagja volt az 1989-es Copa Américán győztes válogatott keretének is.

## Sikerei, díjai
Botafogo FR
- Carioca bajnok (1):  1989

Ceará
- Paraná bajnok (1):  1992

Brazília
- Copa América győztes (1): 1989
- Rous-kupa (1): 1987